# 龙脖水库
龙脖水库是中国河南省三门峡市陕州区西李村乡境内的一座水库，位于莲昌河上，建于1972年。水库正常库容为3380万立方米，集雨面积为211平方千米，海拔为466.87米。